# Rederiet (säsong 1)
Rederiet (säsong 1) sändes mellan den 20 augusti och 17 december 1992.

## Avsnittsguide
| Nr i serien | Nr i säsongen | Titel                     | Regissör          | Manus                                                  | Originalvisning   |
| ----------- | ------------- | ------------------------- | ----------------- | ------------------------------------------------------ | ----------------- |
| 1           | 1             | "Farlig kryssning"        | Mikael Ekman      | Björn Gunnarsson, Louise Boije af Gennäs, Mikael Ekman | 20 augusti 1992   |
| 2           | 2             | "Lugnt vatten"            | Mikael Ekman      | Björn Gunnarsson, Louise Boije af Gennäs, Mikael Ekman | 27 augusti 1992   |
| 3           | 3             | "Lära så länge man lever" | Mikael Ekman      | Bror Yngve Anderson                                    | 3 september 1992  |
| 4           | 4             | "En joker i leken"        | Filippa Wallström | Carolina Falck                                         | 10 september 1992 |
| 5           | 5             | "Stormvarning"            | Filippa Wallström | Bror Yngve Anderson                                    | 17 september 1992 |
| 6           | 6             | "Sanning och konsekvens"  | Filippa Wallström | Bror Yngve Anderson                                    | 24 september 1992 |
| 7           | 7             | "Stoppa pressarna"        | Marcelo Racana    | Louise Boije af Gennäs                                 | 30 september 1992 |
| 8           | 8             | "Ringar på vattnet"       | Marcelo Racana    | Carolina Falck                                         | 7 oktober 1992    |
| 9           | 9             | "Ulv i fårakläder"        | Marcelo Racana    | Bror Yngve Anderson                                    | 14 oktober 1992   |
| 10          | 10            | "Lika barn leka bäst"     | Mikael Ekman      | Mikael Ekman                                           | 21 oktober 1992   |
| 11          | 11            | "In i dimman"             | Mikael Ekman      | Liselott Svensson, Mikael Ekman                        | 29 oktober 1992   |
| 12          | 12            | "Att ha och inte ha"      | Mikael Ekman      | Bror Yngve Anderson                                    | 5 november 1992   |
| 13          | 13            | "Allt har ett pris"       | Filippa Wallström | Liselott Svensson                                      | 12 november 1992  |
| 14          | 14            | "Farlig lek"              | Filippa Wallström | Liselott Svensson                                      | 19 november 1992  |
| 15          | 15            | "Falskspel"               | Filippa Wallström | Carolina Falck                                         | 26 november 1992  |
| 16          | 16            | "Dubbelspel"              | Marcelo Racana    | Bror Yngve Anderson                                    | 3 december 1992   |
| 17          | 17            | "Försvunnen till havs"    | Marcelo Racana    | Bror Yngve Anderson                                    | 10 december 1992  |
| 18          | 18            | "Upp i rök"               | Marcelo Racana    | Bror Yngve Anderson                                    | 17 december 1992  |

## Hemvideoutgivningar
Under våren 2014 meddelade Sveriges Television att rättigheterna att ge ut Rederiet på DVD hade löst sig. I september samma år släpptes en första DVD-box innehållandes avsnitten från den första säsongen. Därefter släpptes en ny box i oktober, november och december – vilka innehöll avsnitten i säsong 2-4. Varje DVD-box innehåller nyinspelade intervjuer med flera av skådespelarna från de olika säsongerna, däribland med Johannes Brost, Pia Green och Göran Gillinger.